# Ranmore Common
Ranmore Common – wieś w Anglii, w hrabstwie Surrey, w dystrykcie Mole Valley. Leży 35 km na południowy zachód od centrum Londynu.